# Pearl River, Mississippi
Pearl River är en ort i Neshoba County i delstaten Mississippi, USA.